# Oulad Nemma
Oulad Nemma (in arabo أولاد النمة‎?, Awlād al-Namma) è un comune del Marocco situato nella regione di Béni Mellal-Khénifra.